# Siculodes aurorula
Siculodes aurorula är en fjärilsart som beskrevs av Achille Guenée 1858. Siculodes aurorula ingår i släktet Siculodes och familjen Thyrididae. Inga underarter finns listade i Catalogue of Life.